# Filjovskij park (stanice metra v Moskvě)
Filjovskij park (rusky Филёвский парк) je stanice moskevského metra.

## Charakter stanice
Filjovskij park se nachází na Filjovské lince, v západní části ruské metropole. Konstruována je jako povrchová, zastřešená stanice; nad ní vede ulice Minskaja. Celé nástupiště podpírá jen jedna řada sloupů. Výstupy ze stanice jsou vyvedeny z prostředku nástupiště přímo na zmíněnou komunikaci (jsou dva; jeden z nich byl mezi lety 2003 a 2005 zrekonstruován a zmodernizován). Její projektový název je Ordžonikidze rusky Орджоникидзе; zprovozněna byla 13. října 1961 jako součást povrchového úseku čtvrté linky, vedeného směrem na západ města. Vzhledem k velmi proměnlivému moskevskému počasí a stáří celé stavby je již stanice do jisté míry zchátralá a lze tak v nejbližších letech očekávat její celkovou rekonstrukci. Denně Filjovskij park využije 25 900 cestujících (2002).